# مانديب كور
مانديب كور (بالإنجليزية: Mandeep Kaur) هي منافسة ألعاب القوى هندية، ولدت في 19 أبريل 1988 في جغادهري ‏ في الهند.

## وصلات خارجية
- مانديب كور على موقع الاتحاد الدولي لألعاب القوى (الإنجليزية)
- مانديب كور على موقع اللجنة الأولمبية الدولية (الإنجليزية)
- مانديب كور على موقع أوليمبيديا (الإنجليزية)